# Epéna
Epena est une ville du nord de la République du Congo, située dans le département de la Likouala à plus de 85 km d'Impfondo. Elle est le chef-lieu du district portant ce même nom.